# Peněžitá pomoc v mateřství
Peněžitá pomoc v mateřství (PPM) je dávka nemocenského pojištění, na kterou vzniká nárok při současném splnění těchto podmínek:
- účast na nemocenském pojištění aspoň po dobu 270 kalendářních dnů v posledních dvou letech před nástupem na PPM,
- v den nástupu na PPM trvá účast na nemocenském pojištění nebo v tento den trvá ochranná lhůta po skončení pojištění,
- nastal porod (za porod se považuje takové ukončení těhotenství, při kterém je do matriky narozených zapsáno narozené dítě).

Je-li nárok na PPM uplatňován z nemocenského pojištění OSVČ nebo zahraničního zaměstnance, pak musí být splněna ještě podmínka účasti na tomto pojištění (nemocenské pojištění OSVČ nebo zahraničního zaměstnance) aspoň po dobu 180 kalendářních dnů v posledním roce před nástupem na PPM.
Do doby účasti na nemocenském pojištění pro splnění podmínky "270 dnů" se započítává též:
a) předchozí zaměstnání, účast na nemocenském pojištění OSVČ, účast na nemocenském pojištění studentů a žáků podle předpisů platných do 31. prosince 2008,
b) doba studia na střední, vyšší odborné nebo vysoké škole nebo na konzervatoři považovaná za soustavnou přípravu na budoucí povolání pro účely důchodového pojištění, jestliže počátek šestého týdne před očekávaným dnem porodu připadne do období 270 dnů ode dne úspěšného ukončení studia nebo k převzetí dítěte do péče došlo v období 270 dnů ode dne úspěšného ukončení studia,
Od 1.1.2012 se studium započítává do doby "270 dnů" za podmínky, že jde o dobu studia na střední, vyšší odborné nebo vysoké škole nebo na konzervatoři považovaná za soustavnou přípravu na budoucí povolání pro účely důchodového pojištění, pokud bylo studium úspěšně ukončeno.
c) doba pobírání plného invalidního důchodu, pokud byl tento důchod odňat a po odnětí tohoto důchodu vznikla, popřípadě dále trvala pojištěná činnost.
Tyto doby se započítávají v rozsahu, v jakém se nekryjí s pojištěnou činností. Nezapočítávají se doby vedení v evidenci uchazečů o zaměstnání ani pobírání dávek nemocenského pojištění po skončení pojištění, i když spadají do období posledních dvou let před nástupem na PPM nebo i když spadají do období před 1. lednem 2009.
Ochranná lhůta pro PPM běží u žen, jejichž pojištění skončilo v době těhotenství, v délce 180 kalendářních dnů; pokud však pojištění trvalo kratší dobu, činí ochranná lhůta jen tolik kalendářních dnů, kolik dnů pojištění trvalo. Jestliže pojištění neskončilo v době těhotenství, činí ochranná lhůta pro PPM 7 kalendářních dnů - i zde platí, že pokud však pojištění trvalo kratší dobu, činí ochranná lhůta jen tolik kalendářních dnů, kolik dnů pojištění trvalo.
Nevyčerpaná část ochranné lhůty z dřívějšího pojištění se připočítává k ochranné lhůtě získané novým pojištěním, a to až do nejvyšší výměry 180 kalendářních dnů. Podmínkou ovšem je, že obě pojištění, jak předchozí tak nové, skončila v době těhotenství.

## Příklad
Těhotné zaměstnankyni skončil pracovní poměr trvající 2 roky dnem 31. ledna 2009. Dne 15. února 2009 nastoupila do dalšího pracovního poměru na dobu neurčitou, který po pěti kalendářních dnech ve zkušební době ukončila.
Z předchozího zaměstnání činila ochranná lhůta 180 kalendářních dnů, začala běžet dnem 1. února 2009 a trvala by do 30. července 2009. Dne 15. února 2009 nastoupila do nového zaměstnání. Vznikem nového pojištění ochranná lhůta z dřívějšího pojištění po dobu tohoto pojištění neběží. Ze zaměstnání skončeného 19. února 2009 získala ochrannou lhůtu 5 kalendářních dnů (pojištění jen tak dlouho trvalo). K této nově získané ochranné lhůtě je třeba připočítat nevyčerpanou část předchozí ochranné lhůty, tedy 166 kalendářních dnů (180-14). Ochranná lhůta ze zaměstnání skončeného dnem 19. února 2009 činí tedy 171 kalendářních dnů; začala běžet dnem 20. února 2009 a skončí dnem 9. srpna 2009 včetně.

## Podpůrčí doba
Podpůrčí doba u peněžité pomoci v mateřství začíná nástupem na peněžitou pomoc v mateřství. Nástup na PPM těhotná pojištěnka určuje sama v období od počátku osmého do počátku šestého týdne před očekávaným dnem porodu; pokud pojištěnka tento den v tomto období neurčí, začíná podpůrčí doba od počátku šestého týdne před očekávaným dnem porodu. U těhotné pojištěnky je tedy počátek šestého týdne před očekávaným dnem porodu nejzazším dnem, ke kterému se sleduje splnění podmínek nároku na PPM.
Při předčasném porodu se za nástup na PPM považuje den porodu. Za předčasný porod se považuje takový, který nastal před počátkem podpůrčí doby (tj. před počátkem šestého týdne před očekávaným dnem porodu) a pojištěnka dosud PPM nepobírá. V tomto případě se považuje podmínka účasti na pojištění (270 nebo 180 kalendářníchdnů) za splněnou ke dni nástupu na PPM, pokud se tato podmínka splní k počátku šestého týdne před očekávaným dnem porodu.

## Příklad
Zaměstnankyně v pracovním poměru se sjednaným měsíčním příjmem 32 000 Kč porodila 8 týdnů před očekávaným dnem porodu, na PPM nastupuje dnem porodu. Ke dni nástupu na PPM podmínku "270 dnů" nesplňuje, k počátku šestého týdne před očekávaným dnem porodu by ji splňovala.
Zaměstnankyně má nárok na PPM. Skutečnost, že ke dni nástupu na PPM nesplňuje podmínku "270 dnů", není podstatná. Šlo o předčasný porod, kde stačí, splní-li tuto podmínku k počátku šestého týdne před očekávaným dnem porodu.

## Nárok na PPM u muže
Pomineme-li důvody nároku na PPM u muže, spočívající ve zdravotních komplikacích na straně matky dítěte, kdy žena nemůže nebo nesmí o dítě z tohoto důvodu pečovat a to je svěřeno do péče otci dítěte, popř. jiným osobám nebo subjektům, nebo o situace, kdy je muži dítě svěřeno do péče rozhodnutím příslušného orgánu, půjde zejména o situace, kdy muž přebírá dítě do péče na základě písemné dohody s matkou dítěte. Muž musí být otcem dítěte nebo manželem ženy, která dítě porodila a nárok na PPM mu vzniká při současném splnění těchto podmínek:
- účast na nemocenském pojištění aspoň po dobu 270 kalendářních dnů v posledních dvou letech před nástupem na PPM,
- v den nástupu na PPM trvá účast na nemocenském pojištění nebo v tento den trvá ochranná lhůta po skončení pojištění,
- je sepsána písemná dohoda o předání dítěte do péče mezi matkou dítěte a jeho otcem/manželem ženy, která dítě porodila.

Od 1.1.2012 musí být dohoda uzavřena na nejméně 7 kalendářních dnů po sobě jdoucích.
Je-li nárok na PPM uplatňován z nemocenského pojištění OSVČ nebo zahraničního zaměstnance, pak musí být splněna ještě podmínka účasti na tomto pojištění (nemocenské pojištění OSVČ nebo zahraničního zaměstnance) aspoň po dobu 180 kalendářních dnů v posledním roce před nástupem na PPM.
Co se týče započítávání doby účasti na nemocenském pojištění, platí zde totéž, co u nároku na PPM u ženy. Za nástup na PPM se zde považuje den, kdy na základě písemné dohody muž převzal dítě do péče. K převzetí dítěte do péče na základě dohody může dojít nejdříve po skončení šestého týdne po porodu, a to i v případě, že matka dítěte nemá nárok na PPM. Na dohodu neexistuje žádný formulář, musí však obsahovat den porodu dítěte a den, od kterého muž dítě do péče přebírá (Zákon č. 187/2006 § 32 odst.7 Sb., o nemocenském pojištění); vzor dohody je takovýto:
```
Podepsaná Pavla Nová, bytem Zounových 45, Praha 5, předává své dítě Josefa Nového, narozeného dne 15. června 2009, do péče jeho otce Jiřího Nového, a to ode dne 1. září 2009.
V Praze dne 1. září 2009
podpis: Pavla Nová
```

Podpis matky dítěte musí být na dohodě ověřen, a to buď úředně (notář, obecní úřad) nebo na správě sociálního zabezpečení. Otec dítěte/manžel ženy, která dítě porodila může PPM pobírat až po dobu 22 týdnů. Do této doby se započítává doba, po kterou byla PPM vyplácena matce dítěte v době před porodem, a po uplynutí šesti týdnů po porodu.
Jestliže bude otec dítěte/manžel ženy, která dítě porodila, o dítě pečovat po dobu kratší než 22 týdnů, je žádoucí dohodu o předání dítěte do péče sepsat jen na dobu péče o dítě, popř. dohodu vypovědět. Podpis matky dítěte na vypovězení dohody musí být opětně ověřen.
Otci dítěte/manželovi ženy, která dítě porodila, vzniká nárok na provedení volby čerpání rodičovského příspěvku už v případě, jestliže o dítě takto pečoval aspoň jeden kalendářní den. Vznik nároku na PPM potvrdí správa sociálního zabezpečení příslušná podle sídla zaměstnavatele nebo mzdové účtárny, má-li zaměstnavatel mzdovou účtárnu, popř. ta správa sociálního zabezpečení, kde je vedena OSVČ či zahraniční zaměstnanec. K uplatnění nároku na PPM bude při převzetí dítěte do péče na základě dohody mezi matkou a otcem dítěte potřeba:
- formulář[nedostupný zdroj] jménem "žádost o peněžitou pomoc v mateřství při převzetí dítěte do péče" naleznete na stránkách ČSSZ.
- kopii rodného listu dítěte,
- písemnou dohodu o předání dítěte do péče mezi matkou a otcem dítěte,
- písemné vypovězení této dohody (bude-li otec dítěte o dítě pečovat kratší dobu, než 22 týdnů a dohoda nebude uzavřena jen na dobu péče o dítě),
- přílohu k žádosti o peněžitou pomoc v mateřství (pouze, jde-li o zaměstnance).

Splňovala-li matka dítěte podmínky nároku na PPM a tuto dávku pobírá, je třeba doložit potvrzení plátce dávky (příslušná správa sociálního zabezpečení) o zastavení výplaty PPM matce dítěte. Jestliže matka dítěte podmínky nároku na PPM nesplňovala, je třeba doložit potvrzení o této skutečnosti, popř. čestné prohlášení v této věci.